# 924 Forestville St.
924 Forestville St. è il primo album studio del gruppo pop punk statunitense Bracket, pubblicato nel 1994.

## Tracce[2]
1. Get It Right - 2:55
2. Dodge Ball - 3:41
3. Missing Link - 3:26
4. Sleep - 4:15
5. Huge Balloon - 2:47
6. Stalking Stuffer - 2:58
7. Why Should Eye - 2:25
8. Warren's Song, Part 1 - 1:55
9. Warren's Song, Part 2 - 2:47
10. Can't Make Me - 3:25
11. Skanky Love Song - 3:28
12. J. Weed - 3:13
13. Rod's Post - 2:50

## Formazione
- Marty Gregori - voce e chitarra
- Larry Tinney -  chitarra
- Zack Charlos - basso
- Ray Castro - batteria